# Triangle Razorbacks
Die Triangle Razorbacks sind ein dänisches American-Football-Team aus Vejle. Mit acht nationalen Titeln haben sie die dänische Meisterschaft hinter den Copenhagen Towers am zweithäufigsten gewonnen.

## Geschichte
Der Vorgängerverein der Triangle Razorbacks waren die Vejle Saints, die im Februar 1991 gegründet wurden. Ein Jahr später starteten die Saints in ihre erste Saison, verloren jedoch einige wichtige Spieler, die im benachbarten Fredericia eine eigene Mannschaften unter dem Namen Fredericia Jets gründeten – das andere Vorgängerteam der späteren Razorbacks. Die Premierensaison der Saints verlief entsprechend mit deutlichen Niederlagen. Im Jahr 1993 trafen die Saints auf die Jets und konnten diese mit 16:6 bezwingen. Ein Jahr später erreichten die Jets das Finale um den Aufstieg in die National Ligaen, verloren dort aber ebenso wie eine Runde zuvor die Saints gegen die Aarhus Tigers.
Die Triangle Razorbacks entstanden dann 2000 durch den Zusammenschluss der Vejle Saints und der Fredericia Jets. Der Name geht auf die Region Trekantområdet (englisch „Triangle Region“) zurück, der sowohl Vejle als auch Fredericia angehören. Mit der Fusion kam auch der Erfolg in die Region. Bereits 2006 holten sich die Razorbacks die erste dänische Meisterschaft. Der Titelgewinn 2012 bedeutete bereits die fünfte Meisterschaft, womit die Razorbacks zum dänischen Rekordmeister wurden. Im selben Jahr erreichten sie das Endspiel um den EFAF Cup, in dem sie den Søllerød Gold Diggers unterlagen.
In den Jahren 2015 und 2016 sicherten sich die Triangle Razorbacks die Meisterschaften sechs und sieben und wurden so erneut Rekordchampion, nachdem die Copenhagen Towers zwischenzeitlich an den Razorbacks vorbeigezogen waren und in den Folgejahren diese erneut hinter sich ließen. Durch den Titelgewinn 2019 sind die Razorbacks amtierender Dänischer Meister und schlossen mit nun acht Meisterschaften wiederum zu den Towers auf.

## Erfolge
- Mermaid Bowl (Dänische Meisterschaft)
  - Titelgewinn: 2006–2008, 2011, 2012, 2015, 2016, 2019
  - Vizemeisterschaft: 2009, 2010, 2013, 2018

- EFAF Cup
  - Finalteilnahme: 2012